# Johann Friedrich Teschner

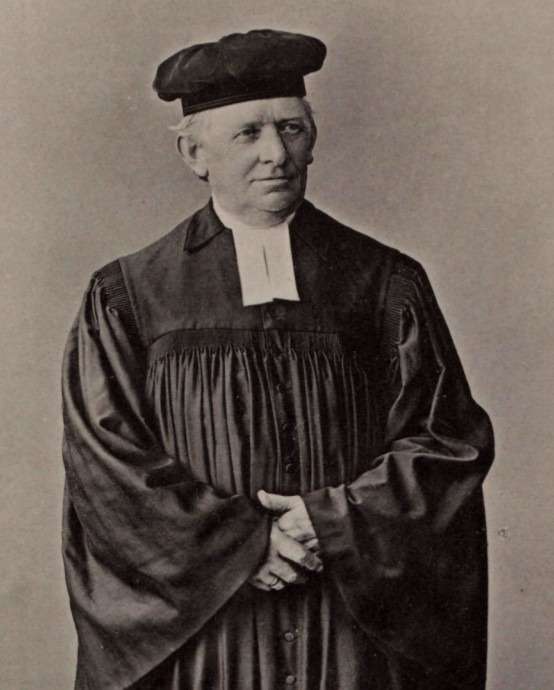
Johann Friedrich Teschner

Johann Friedrich Teschner (niedersorbisch Jan Bjedrich Tešnaŕ; * 18. Oktober 1829 in Kolkwitz-Putgolla, Niederlausitz; † 14. Juni 1898 in Bad Oeynhausen, Westfalen) war ein niedersorbischer evangelischer Pfarrer und Herausgeber einer niedersorbischen Bibel und niedersorbischer Kirchenlieder.

## Leben
Seit 1844 besuchte Johann Friedrich Teschner das Gymnasium in Cottbus. 1849 gründete er den Verein wendischer Gymnasiasten Łužyca mit fünf Mitschülern, der sich der Erforschung der wendischen Sprache und Literatur widmete.
1851 begann Teschner ein Studium der Evangelischen Theologie in Halle, danach in Berlin. Er besuchte in dieser Zeit auch slawistische Lehrveranstaltungen.
1854 wurde Johann Friedrich Teschner Hilfspfarrer in Kolkwitz, dann Archidiakon an der Wendischen Kirche in Cottbus. 1862 wechselte er auf eine besser bezahlte Stelle in Nieda (heute Niedów) in der Oberlausitz. 1868 gab er eine Bibel in niedersorbischer Sprache heraus, 1869 eine Sammlung von 80 niedersorbischen geistlichen Liedern. Für die Zeitschrift Bramborski Serbski Casnik legte er die Regeln für die niedersorbische Orthographie fest.
1880 gründete Jan Bjedrich Tešnar die niedersorbische wissenschaftliche Gesellschaft Maśica Serbska mit und war lange Jahre deren Vorsitzender.

## Schriften (Auswahl)
- Serbske duchowne kjarliže (Wendische geistliche Lieder), Cottbus 1860, überarbeitete Ausgabe des Wohl eingerichteten wendischen Gesangbuches von Johann Ludwig Will
- Bibel in wendischer (niedersorbischer) Sprache, 1868; zum 150. Jubiläum online veröffentlicht von der Zweigstelle Cottbus des Sorbischen Instituts[1]
- Die 80 Kirchenlieder der Schulregulative. Wosom źaset duchownych kjarližow ze šulskimi regulatiwami, Hoyerswerda 1869
- Der Herr ist mein Hirte, Predigtsammlung, 1869
- Das neue Gebetbuch, 1875
- Kejžora Wylema I. zywene a statki kralowérnemu sserbskemu ludoju, Worejzach (Hoyerswerda) 1888

- Verschiedene Artikel für die Zeitschrift Bramborski Serbski Casnik.